# ハミルカル・バルカ
ハミルカル・バルカ（Hamilcar Barca(s), 紀元前275年頃 - 紀元前228年）は、カルタゴの将軍で、ハンニバル・バルカの父である。個人名のハミルカルはフェニキア語の「アブド・メルカルト（メルカルトの僕）」のギリシア語・ラテン語表記。また家族名のバルカはフェニキア語の「バラク（baraq, 電光）」に由来し、ヘブライ語のと全く同じ意味である。
第一次ポエニ戦争（紀元前264年 - 紀元前241年）の際ローマ軍と戦い、シチリア島での戦いでは陸と海でローマ軍を挟みうちにしローマを苦しめたが、本国カルタゴが敗れ、ローマとの講和を余儀なくさせられた。

## 略歴
彼の戦歴はシチリア島から始まる。当時、シチリア島は第一次ポエニ戦争が勃発した発端となった場所ではあったが、彼が上陸した時にはすでに全島がローマの勢力下に入っていた。北西の海岸に強襲上陸した後に少数の傭兵でパレルモ近郊のエロテ山を占拠、攻撃に対して防御体勢を布くだけでなく、イタリア半島南部へ攻撃をしかける。紀元前244年にはエリュクス山（現エーリチェ）に移動、包囲されている友軍の援護をする。その後、攻撃を仕掛けてくるローマ軍に対してはすべて撃退するなど彼の軍は無敗であったが、本国海軍の敗北を機に紀元前241年に和議が成立すると、降伏の意志もないままにカルタゴへと戻った。
第一次ポエニ戦争は、彼の活躍にもかかわらず、カルタゴの敗北に終わった。カルタゴの軍は基本的に傭兵で成り立っており、ハミルカルの軍はハミルカル個人の素質によって率いられたものであった。しかし、ハミルカルにより約束されていた報酬は、大ハンノを中心とするカルタゴ政府内の反ハミルカル勢力により反故にされ、傭兵たちは反乱を起こしてしまう。危機感を募らせたカルタゴ政府はハミルカルに反乱の鎮圧を要請、紀元前237年ハミルカルは傭兵の反乱を鎮圧に成功する。これによりハミルカルのアフリカでの名声と影響力を世に知らしめる。
反乱鎮圧の後、ハミルカルの影響は強まり、彼の政敵は日増しに力を増す彼に抗する事ができなかった。この名声を背景に彼は自分の軍隊を募る。軍にはヌミディアなどの各地からの傭兵を集めて訓練を施し、ヒスパニアへ出征してカルタゴ政府からの干渉を受けない自らの王国を築く事を決意する。新天地の開拓により、シチリア島を失ったカルタゴを支援できうると考えての行動であった。また遠征には息子ハンニバルも随行した。幼き日の息子ハンニバルを神殿に連れて行き、打倒ローマを誓わせた逸話は非常に有名。
8年間の遠征を経て彼はヒスパニアでの支配を確立しようとしつつあり、拠点としてカルタゴ・ノウァを建設中であったが、その完成を見ぬまま戦死した。彼の遺志は娘婿のハシュドゥルバルに継がれた。